# 薩爾薩爾
薩爾薩爾是哥倫比亞的城鎮，位於該國西部，由考卡山谷省負責管轄，距離首府卡利30公里，始建於1809年，面積362平方公里，海拔高度916米，2005年人口40,041。

## 外部連結
- （西班牙文） Government of Valle del Cauca: Zarzal （页面存档备份，存于）

4°23′54″N 76°04′38″W / 4.39833°N 76.07722°W